# Bassaniana versicolor
Espèce
Synonymes
- Coriarachne versicolor Keyserling, 1880
- Bassania aemula O. Pickard-Cambridge, 1898

Bassaniana versicolor est une espèce d'araignées aranéomorphes de la famille des Thomisidae.

## Distribution
Cette espèce se rencontre au Canada en Ontario, aux États-Unis et au Mexique,,.

## Description
Les mâles mesurent de 3,92 à 5,75 mm et les femelles de 4,42 à 7,67 mm.

## Publication originale
- Keyserling, 1880 : Die Spinnen Amerikas, I. Laterigradae. Nürnberg, vol. 1, p. 1-283 (texte intégral).